# Демони Да Вінчі
«Де́мони Да Ві́нчі» (англ. Da Vinci's Demons) — американський телесеріал, в основі якого лежить «нерозказана» історія про життя 25-річного генія Леонардо да Вінчі.
Режисер — Девід С. Ґоєр, головну роль грає Том Райлі. Серіал знято телекомпанією Starz спільно з BBC Worldwide у Свонсі
Прем'єра першого сезону відбулася 12 квітня 2013 року, а 17 квітня того ж року був продовжений на другий сезон, прем'єра якого відбулася 22 березня 2014 року.
6 травня 2014 року «Демони Да Вінчі» був офіційно продовжений на третій сезон, який буде складатися із 10 серій. Шоуранером цього сезону стане Джон Шибан.

## Сюжет
Серіал є історичною драмою, де описується раннє життя Леонардо да Вінчі у період Відродження в Італії. Основна лінія сюжету зосереджується на пошуку Леонардо «Книги Листя» та його матері. Також зображується Флоренція 15-го століття на чолі з сім'єю Медічі, яка в той час зазнає погрози від католицької церкви Папи Сікста IV та від сім'ї Пацці. У серіалі згадується культ Синів Мітри.

## У ролях

### Головні герої
- Леонардо да Вінчі (зіграв Том Райлі)— Леонардо геній, який прагне знайти відповідь на всі таємниці світу, але його геніальність часто призводить до небезпеки. Він бастард, який шукає справедливості. Стурбований таємницею зникнення своєї матері, обличчя якої він не пам'ятає, Леонардо стає на шлях пошуку книги, що володіє безмежними знаннями, — Книги Листя. Не дивлячись на це, він здатен пожертвувати собою на благо Флоренції та її жителів.

- Лукреція Донаті (зіграла Лора Геддок)— Одна з найгарніших дівчин Флоренції, коханка Лоренцо ді Медічі, дружина Нікколо Ардингеллі. Її роман із Лоренцо далеко не секрет у Флоренції, і це, в сумі зі статусом її чоловіка, робить її знаменитою і вельми впливовою постаттю у ті часи. Завдяки своїй красі, вона здатна зваблювати та закохувати в себе чоловіків, чим вона і користується.

- Джироламо Ріаріо (зіграв Блейк Рітсон)— Граф і капітан-генерал Святої Римської Церкви, Ріаріо є племінником Папи римського Сікста IV. Як і Леонардо, він прагне закріпити свою позицію щодо правління у суспільстві. Його завжди охоплює думка про повалення сім'ї Медічі, він бачить Флоренцію як місце знищення всього святого. Ріаріо безжалісний та безсердечний.

- Лоренцо Медічі (зіграв Еліот Коуен)— упертий лідер. Попри свій грубий вигляд, він дуже мудрий та розсудливий чоловік. Він закоханий у мистецтво, але у ранньому віці змушений був стати головою Банка Медічі, тобто правителем Флоренції. Лоренцо не визнає Рим, зневажаючи Папу Сікста IV, вважаючи його уособленням зла.

- Кларіче Орсіні (зіграла Лара Пулвер)— Уродженка Риму, Кларіче вийшла заміж за Лоренцо у віці 16 років. Її популярність у Флоренції спочатку була не висока, позаяк її релігійні та життєві погляди були відмінними від прийнятих у той час. Попри це, її витримка і проникливість робить її гідною супутницею Лоренцо, а не просто політичним пішаком. З Лоренцо вони мали 9 дітей, але три загинули у дитинстві. Наразі вона не народила жодного хлопчика — спадкоємця її чоловіка.

- Зороастр (зіграв Грег Чиллін)— Зороастр — привабливий та дотепний. Кишеньковий злодій, розкрадач могил, він може знайти вигідну сторону у кожній ситуації. Він нерідко допомагає да Вінчі с «брудними» справами, як-от розкопати чиюсь могилу, але також часто він виступає як голос совісті Леонардо, який, в свою чергу, вважає Зороастра справжнім другом. Зороастр не має особливої цікавості до мистецтва, йому більш притаманні типові розваги епохи Відродження: вино, жінки (або ж чоловіки), і веселощі.

- Ванесса (зіграла Гера Хілмар)— За допомогою да Вінчі, Ванесса покинула монастир, у який була відправлена ще у дитинстві. Її сильний життєвий дух та жага до волі не змогли утримати її в релігійній атмосфері. Вона працює моделлю та буфетницею у місцевому кабаку. Життєрадісність Ванесси дуже приваблює людей навколо, зокрема Ніко, який цінить її характер та красу.

- Ніко (зіграв Ерос Влахос)— Відданий учень свого маестро Леонардо да Вінчі. Також він проводить достатньо багато часу із Зороастрем, який вчить його зовсім іншим речам. Вони добре розуміють, яку небезпеку їм може принести Леонардо, та юний Ніко через це починає дивитися на світ інакше.

- Папа римський Сікст IV (зіграв Джеймс Фолкнер)— Кардинал Франческо делла Ровере вважає, що він і є Бог і все що він робить від його імені — цілком виправдано. Він жорстоко відповідає на будь-яке невиконання його волі, може помститися розправою. Його цілями є укріплення авторитету Церкви та збільшення свого багатства, тому він відбудовує як Ватикан і Рим, так і саму Церкву. Він вважає да Вінчі відволікаючим персонажем, а згодом навіть ворогом, образливі витівки якого повинні бути покарані.

- Джуліано Медічі (зіграв Том Бейтман)— Гульвіса Джуліано с легкістю ставиться до життя, дозволяючи своєму братові Лоренцо керувати містом. Він не вражений да Вінчі, його таланти не приголомшують Джуліано, що дозволяє йому дивитися на Леонардо більш прискіпливо, аніж інші персонажі. Він розуміє, що Лоренцо та інші не бачать справжньої цілі да Вінчі.

- Іма (зіграла Кароліна Гуера)— Верховна жриця Інків, Іма володіє як і чарівністю, так і лякаючою грізністю. Вона керує своїми людьми навіть більшою мірою ніж Топа Інка — правитель Інків. Вдягнута в масивні золоті церемоніальні прикраси, вона веде команду да Вінчі у неперевершені уклади Інків у Мачу-Пікчу. Вона не дозволяє правителю знищити іноземних гостей, захищаючи да Вінчі та його супутників. І коли Леонардо втирається в її довіру, вона відчуває себе кимось більшим, ніж його вартівником.

### А також
- Турок Аль-Рахім (зіграв Александр Сіддіг)— цей загадковий персонаж надає велику допомогу Леонардо у пошуках Книги Життя. Він має зв'язок з минулим матері да Вінчі, та запевняє його, що все, що він не пам'ятає про неї, одного дня знову стане йому відомим. Розуміючи всю геніальність да Вінчі, він посилає його на пошуки Книги, за що Леонардо з задоволенням береться. Турок повертається до нього з допомогою кожен раз, коли пошуки Леонардо заходять у глухий кут, але поки залишається невідомим — чи цей персонаж реальний, або просто плід фантазії Леонардо.

- Амеріго Веспуччі (зіграв Лі Бордман)— має дуже прибутковий бізнес — поставляння екзотики заможним людям. Його повноваження та зв'язки корисні для да Вінчі, але Веспуччі завжди у всьому шукає прибуток і готовий користуватися своїми напарниками для його отримання. Поїздка до Нової Землі дає йому доступ не тільки до нових знань, а й до незвіданих раніше скарбів, які він може продати за величезні гроші у Європі.

- Карло Медічі (зіграв Рей Ферон)— Як бастард Козімо Медічі, його присутність у будинку Медічі під час від'їзду Лоренцо, представляє як і бентежну перешкоду так і перевагу для Кларіче Орсіні. Його знання території та її секретів показує його як цінного союзника, і ворога для кожного, хто стає на його шляху.

- Король Ферранте (зіграв Метью Марш)— Страхітливий король могутнього Неаполя, відомий за свій Чорний Музей, в якому він гордо зберігає тіла своїх загиблих ворогів. Лоренцо міг би доповнити цей музей, якби не переконав короля у своїй хоробрості і у тому, що союз Неаполя с Флоренцією може бути ціннішим додатком до його колекції.

- Герцог Альфонсо (зіграв Кіран Бью)— Як син Ферранте і майбутній король Неаполя, Альфонсо ніколи не втрачає владу у своїх руках. Однак його амбіції можуть призвести шкоду і йому самому, особливо коли він заважає своєму жорстокому батькові. Він не довіряє Медічі не тільки через те, що його дружина була минулою коханкою Лоренцо, а й тому, що Медічі прибув з язичної Флоренції. Тому Альфонсо не зупиниться ні перед чим, доки не побачить знищення Лоренцо.

- Іпполіта (зіграла Джені Спарк)— Дружина Альфонсо та майбутня королева Неаполя. Коли вона знову бачить Лоренцо — її коханця у дитинстві — вона не може вибрати вірний шлях — чи послухати серце і відновити роман із Лоренцо, чи вірно служити своєму чоловікові, доки він не зробить її своєю королевою.

- Люпо Меркурі — зіграв Нік Даннінг
- Франческо Пацці — зіграв Еліот Леві
- Пьєро да Вінчі — зіграв Девід Скофілд
- Андреа Веррокйо — зіграв Алан Кордунер
- Капітан Драгонетті — зіграв Йен Пірі
- Нікколо Ардингеллі — зіграл Пол Вествуд
- Джентиль Беччі — зіграв Маукл Ілвін
- Каміла Пацці — зіграла Фей Джонсон
- Джакобо Пацці — зіграв Майкл Калкін
- Алегра Пацці — зіграла Еббі Херст
- Бернардо Барончеллі — зіграв Девід Стурцакер
- Федеріго да Монтефельтро — зіграв Вінсент Ріотта
- Галеацо Марія Сфорца — зіграв Хью Бонневіль
- Влад Цепеш — зіграв Пол Ріс
- Капальді — зіграв Джофрі Ньюленд

## Епізоди
| Сезон | Кількість епізодів | Оригінальна дата показу          |
| ----- | ------------------ | -------------------------------- |
| 1     | 8                  | 12 квітня — 7 червня 2013 року   |
| 2     | 10                 | 22 березня — 24 травня 2014 року |
| 3     | 10                 | 1 квітня — досі 2015 року        |

## Критика
У цілому серіал отримав непогані рецензії від критиків. Має рейтинг 63 % на сайті Rotten Tomatoes із середнім балом 6/10. На вебсайті Metacritic «Демони Да Вінчі» одержав 62 бали зі 100.

## Міжнародний показ
| Країна | Телеканал                   | Прем'єра        | Таймслот |
| --- | --------------------------- | --------------- | -------- |
| Україна | НТН                         | 29 вересня 2014 | 22.00    |
| Туреччина | FX                          | 13 квітня 2013  | 00:00    |
| Австралія | FX Channel                  | 16 квітня 2013  | 19:30    |
| Німеччина | Fox Channel                 | 17 квітня 2013  | 21:45    |
| Болгарія | FOX                         | 15 квітня 2013  | 21:50    |
| Фінляндія | FOX                         | 14 квітня 2013  | 22:00    |
| Естонія | FOX                         | 14 квітня 2013  | 22:00    |
| Греція Кіпр | FOX                         | 13 квітня 2013  | 00:00    |
| Японія | FOX                         | 19 червня 2013  | 23:00    |
| Індія | National Geographic Channel | 15 грудня 2013  | 20:00    |
| Ізраїль | yes                         | 9 липня 2013    |          |
| Італія | FOX                         | 22 квітня 2013  | 21:50    |
| Угорщина | FOX                         | 4 лютого 2014   | 21:00    |
| Латинська Америка Панама Аргентина Бразилія Чилі Колумбія Домініканська Республіка Гватемала Мексика Еквадор Перу Уругвай Венесуела | Fox Latin America           | 16 квітня 2013  | 22:00    |
| ПАР | FOX (South Africa)          | 6 травня 2013   | 21:30    |
| Росія | FOX (Russia)                | 26 квітня 2013  | 21:00    |
| Сербія | FOX                         | 22 квітня 2013  | 22:00    |
| Португалія | FOX                         | 14 квітня 2013  | 22:20    |
| Польща | FOX                         | 14 квітня 2013  | 22:00    |
| Нідерланди | FOX                         | 22 серпня 2013  | 20:30    |
| Норвегія | Fox Crime                   | 15 квітня 2013  | 21:55    |
| Нова Зеландія | the BOX                     | 22 серпня 2013  | 20:35    |
| Філіппіни | FOX                         | 8 червня 2013   | 20:00    |
| Південно-Східна Азія Камбоджа Гонконг Індонезія Малайзія Сінгапур Таїланд                                                           | Fox Movies Premium          | 28 квітня 2013  | 22:00    |
| Тайвань | STAR Movies                 | 24 квітня 2013  | 21:00    |
| В'єтнам | STAR Movies                 | 28 квітня 2013  | 21:00    |
| Іспанія | FOX                         | 9 травня 2013   | 22:00    |
| Велика Британія | FOX                         | 19 квітня 2013  | 22:00    |